# Era de la máquina
La era de la máquina fue un periodo que se inició a mediados de la Segunda Revolución Industrial hasta aproximadamente la Segunda Guerra Mundial. Se trató de una época donde las máquinas dominaban la vida cotidiana, producidas en máquina por la industria, y que incluyen desde automóviles y otros vehículos hasta electrodomésticos de diverso tipo.[cita requerida]
Esta era ayudó a la aparición de la clase media, que podía permitirse adquirir dichos productos y mejorar su día a día, pudiendo destinar más tiempo al ocio, ya que las máquinas reducían el tiempo destinado a las labores cotidianas. Esto propició el consumismo y la aparición de nuevas formas de entretenimiento. Las facilidades en los medios de transporte supuso un auge del turismo pero también vino acompañado de ejercer una mayor presión medioambiental.[cita requerida]
La era de la máquina está marcada también por el auge de los medios de comunicación, que contribuyeron a la cultura popular y la difusión de la información a escala mundial, precediendo a la globalización posterior,[cita requerida]